# Girolamo Gatti
Girolamo Vittorio Emanuele Gatti (Gonzaga, 16 luglio 1866 – Firenze, 8 aprile 1956) è stato un patologo e politico italiano.

## Biografia
Girolamo Gatti nacque a Gonzaga nel 1866 da una ricca famiglia possidente, figlio di Federico Gatti, volontario nella seconda guerra d'indipendenza italiana, e parente di Angelo Gatti Grami, esponente del Risorgimento mantovano. Laureatosi a Bologna ha svolto sia la professione medica che quella di docente universitario di patologia chirurgica. È stato primario all'Ospedale di Suzzara dal 1901 al 1936, professore ordinario di patologia speciale chirurgica all'Istituto di studi superiori pratici e di perfezionamento di Firenze, professore comandato di Patologia chirurgica all'Università di Padova e preside della Facoltà di medicina e chirurgia dell'Università di Firenze. Ha partecipato alla prima guerra mondiale come Tenente colonnello medico. Massone, iniziato il 20 aprile 1912 nella loggia "Galileo Galilei" del Grande Oriente d'Italia, ottenne la maggioranza dei voti durante lo scrutinio del 27 ottobre 1917 per l'elezione a Gran Maestro aggiunto ma fu scartato perché creato senatore da Giolitti e perché aveva "pochissima attività massonica". Deferito all'alta corte di giustizia per le sanzioni contro il fascismo nella categoria 6 (Senatori ritenuti responsabili di aver mantenuto il fascismo e resa possibile la guerra sia coi loro voti, sia con azioni individuali, tra cui la propaganda esercitata fuori e dentro il Senato), viene dichiarato decaduto con sentenza del 14 novembre 1945, confermata dalla corte di cassazione l'8 luglio 1948.